# Batalla de Fort William Henry
La Batalla del fuerte William Henry es como se conoce al asedio del general francés Louis-Joseph de Montcalm a la fortaleza británica de Fuerte William Henry en agosto de 1757. Sin embargo es tristemente recordada por la traición de los aliados indígenas de los franceses al tratado de rendición, asesinando a muchos de los supervivientes británicos cuando se estaban retirando.
Esta fue una de las últimas grandes victorias del ejército colonial francés en la guerra franco-india.

## La batalla
El teniente coronel escocés George Monro era el comandante al mando del fuerte William Henry defendido por miembros de dos regimientos del ejército regular británico, así como de tropas auxiliares de milicia. El marqués de Montcalm, al mando de una poderosa columna francesa reforzada por aliados iroqueses y  hurones, llegó al fuerte desde el norte el día 3 de agosto y comenzó a bombardear insistentemente el fuerte. Durante el asedio, Monro consiguió pedir ayuda al general Daniel Webb, quien estaba al mando del vecino enclave británico de Fort Edward.
Sin embargo, Webb le contestó que en ese momento le era imposible. Falto de munición y de víveres y con las baterías francesas asolando sus posiciones; y pese a haber intentado aguantar el máximo tiempo posible, el día 9 de agosto Monro aceptó negociar la paz con Montcalm. Gracias a las negociaciones, y a cambio de la entrega del fuerte, el comandante francés permitió a los británicos abandonar el fuerte con sus armas y les garantizó que no serían atacados. Tras la capitulación británica, los franceses tomaron posesión del fuerte.

## Masacre
Apenas ocupado el fuerte, y en contra de las órdenes de Montcalm, los aliados indios de los franceses salieron en persecución de la columna británica. Montcalm intentó parar el ataque indio que se estaba preparando, pero, pese a sus numerosas tropas no pudo hacerlo. Los miembros de las distintas tribus atacaron y mataron a varios cientos de los 3.000 soldados y milicianos de las tropas británicas que se alejaban en retirada hacia el sur.
Una de las posibles explicaciones que se dan a este suceso se basa en que los indios no concebían la rendición y por tanto no aceptaron el acuerdo entre Montcalm y Monro. Según ellos la única forma honorable de perder una batalla es muriendo o siendo capturado. Pese a que era un término muy común en las batallas europeas, en las guerras coloniales no se extendió este concepto de capitulación caballerosa. Cuando los guerreros nativos vieron alejarse a los británicos vencidos, no lo pudieron aceptar y salieron tras ellos. Sus intenciones seguramente eran conseguir cautivos como esclavos, como premios de guerra y para vender, ya que muchas veces el gobierno de Nueva Francia compraba cautivos británicos y americanos para liberarlos.

## Consecuencias

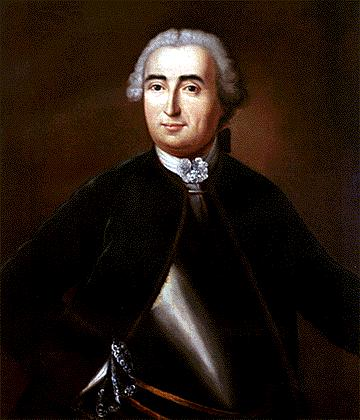
Retrato de Montcalm

Pese a haberle enviado una negativa, el general Webb sí que había enviado refuerzos a Fort William Henry, pero llegaron un día tarde ya que, creyéndose abandonado, Monro se rindió pronto. Por su falta de actuación Webb la cayó en desgracia y fue rápidamente enviado de vuelta a Europa.
La pérdida de Fort William Henry fue un duro golpe a los planes británicos, quienes estaban planeando atacar Montreal para invadir y ocupar toda Canadá. Sin embargo, este revés sólo causó un retraso de dos años, ya que, en 1759 los ingleses tomarían Quebec y Montreal, donde moriría el marqués de Montcalm.
Por último también hay que destacar un aumento de la extensión de la viruela entre los nativos. Estos se contagiaron al desenterrar a muchos de los muertos del cementerio del fuerte, la mayor parte de los cuales habían muerto por dicha enfermedad. Estos llevaron la enfermedad consigo a sus distintos pueblos. Fue origen de una de las peores epidemias de viruela en muchos años.

## Cultura popular
En esta batalla y la subsiguiente matanza se inspiró la famosa novela El último mohicano de James Fenimore Cooper (1826) y las películas homónimas basadas en dicha obra.